# Pink Friday
Pink Friday är rapparen Nicki Minajs debutalbum, utgivet den 22 november 2010 i Sverige, Kanada, Frankrike, Storbritannien och USA.

## Låtlista
1. I'm the Best
2. Roman's Revenge Feat. Eminem
3. Did It On 'Em
4. Right tru Me
5. Fly Feat. Rihanna
6. Save Me
7. Moment 4 Life Feat. Drake
8. Check It Out Feat. Will.I.Am
9. Blazin Feat. Kanye West
10. Here I Am
11. Dear Old Nicki
12. Your Love
13. Last Chance Feat. Natasha Bedingfield